# Чемпіонат УРСР з міні-футболу 1990
Чемпіонат УРСР з міні-футболу 1990 — перший чемпіонат України, в якому переможцем став дніпропетровський «Механізатор» під керівництвом Геннадія Шура.

## Учасники
В дебютній першості взяли участь 5 команд. Команди представляли західну, центральну і південну Україну.
| - «Дністровець» (м. Білгород-Дністровський, Одеська область) - «Зоря» (Рівне) - «Металург» (м. Світловодськ, Кіровоградська область) | - «Механізатор» (Дніпропетровськ) - «Факел» (Львів) |

## Регіональний розподіл
| Регіон                   | Кіл-ть команд | Команди     |
| ------------------------ | ------------- | ----------- |
| Дніпропетровська область | 1             | Механізатор |
| Кіровоградська область   | 1             | Металург    |
| Львівська область        | 1             | Факел       |
| Одеська область          | 1             | Дністровець |
| Рівненська область       | 1             | Зоря        |

## Підсумкова таблиця
| М | Команда                              |
| - | ------------------------------------ |
| 1 | «Механізатор» Дніпропетровськ        |
| 2 | «Металург» Світловодськ              |
| 3 | «Факел» Львів                        |
| ? | «Дністровець» Білгород-Дністровський |
| ? | «Зоря» Рівне                         |